# Kosaras
Kosaras (szlovákul: Košariská) község Szlovákiában, a Trencséni kerületben, a Miavai járásban.

## Fekvése
Miavától 12 km-re délre található.

## Története
A község területén kőkorszaki leletek is előkerültek. Később, a bronzkorban a Lausitzi kultúra népe telepedett meg. A hallstatt (kora vaskor) korban kisebb erődítmény is állt a község területén, melyet valószínűleg az itt áthaladó út ellenőrzésére emeltek.
A mai község területe 1263-ban Berezó határához tartozott. A község területe 1550 körül kezdett benépesedni, amikor délről a török elől menekülő lakosság érkezett ide.
A mai falu alapítása az 1620 körüli időszakra tehető. A betelepülő, főként pásztorkodással foglalkozó népesség ebben az időben irtotta ki a helyén állt erdőt. A 17. században a falu két birtoktestből állt. A felső falurész a csejtei, míg az alsó rész a szomolányi váruradalomhoz tartozott. Önálló faluként csak 1790-ben szerepel először, amikor a korábbi kis településeket egyesítették. Plébániáját 1870-ben alapították, temploma 1878-ban épült. A 19. század végén sokan kivándoroltak a tengerentúlra. Az első világháborúban 47 kosarasi férfi esett el.
A trianoni békeszerződésig területe Nyitra vármegye Miavai járásához tartozott.
A mai község 1926-ban jött létre néhány Berezó határában levő lakott hely egyesítésével. 1926 és 1957 között a szomszédos Hosszúheggyel alkotott egy községet Košariská-Priepasné néven. A második világháború idején környékén élénk partizán tevékenység folyt, a szovjet hadsereg csak 1945. április 6-án vonult be a községbe. A helyi termelőszövetkezet 1955-ben alakult. 1957-óta Košariska a hivatalos neve.

## Népessége
| Év:            | 1994. | 2004.   | 2014.   | 2024.   |
| -------------- | ----- | ------- | ------- | ------- |
| Emberek száma: | 431   | 403     | 435     | 416     |
| Eltérés:       |       | -6,49 % | +7,94 % | -4,36 % |

| Év:            | 2023. | 2024.   |
| -------------- | ----- | ------- |
| Emberek száma: | 417   | 416     |
| Eltérés:       |       | -0,23 % |

2001-ben 414 lakosából 408 szlovák volt.
2011-ben 446 lakosából 428 szlovák.

## Nevezetességei
- Evangélikus temploma 1878-ban épült neoreneszánsz-neoklasszicista stílusban.
- Milan Rastislav Štefánik szülőháza.

## Híres emberek
- Itt született 1880. július 21-én Milan Rastislav Štefánik szlovák politikus, csillagász, pilóta. Szülőháza ma emlékmúzeum.